# Africânderes

Os africânderes, africânders ou africâneres (em africâner: Afrikaners; anteriormente, Afrikaanders), originalmente chamados de bôeres, são um grupo étnico da África do Sul, descendentes dos colonos calvinistas, principalmente da Holanda (35%), mas também da Alemanha (34%), da França (13%), da Grã-Bretanha e outros países europeus (7%) que se radicaram na África do Sul nos séculos XVII e XVIII. A ancestralidade não europeia, principalmente africana e asiática, encontra-se presente nos africânderes, conforme estudo de 2007: o percentual médio de variedade não europeia encontrado foi de 6%. Heese havia estimado um percentual de ancestralidade não europeia de 7,2%.

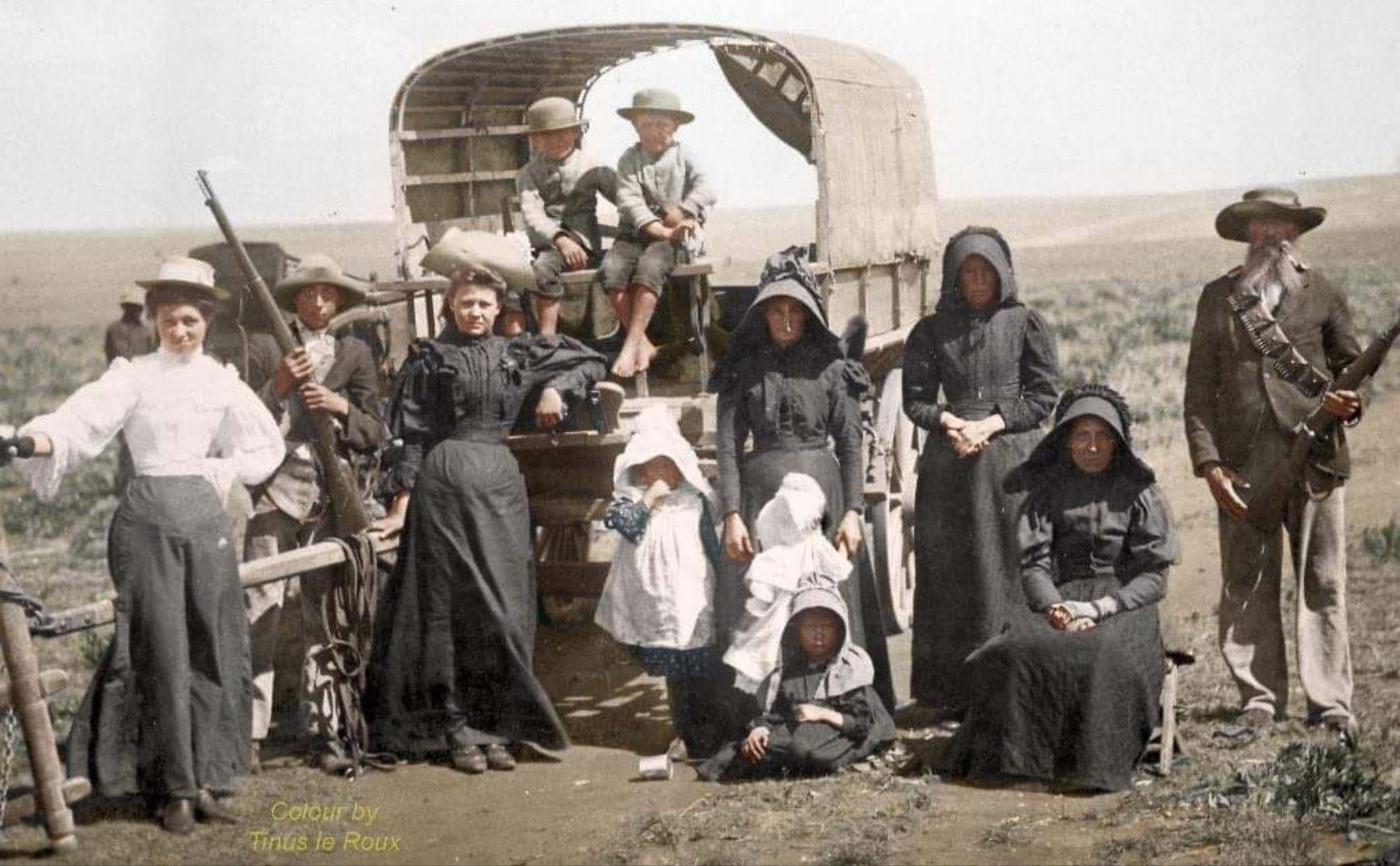
Família africânder viajando de carroça, por volta de 1900

O idioma do grupo é o africânder, um idioma germânico cuja origem remonta ao holandês falado no século XVII e que sofreu influências de diversas outras línguas. O africânder é uma das onze línguas oficiais da África do Sul, falada como língua materna não apenas pelos africânderes, mas também pela maior parte das pessoas de ascendência mista (europeia e africana, às vezes asiática).  A situação é semelhante na Namíbia, onde o africânder é, na vida diária, a mais importante língua de comunicação interétnica. Minorias de africânderes vivem ainda no Botsuana e no Zimbabwe.  No fim do século XIX, um grupo significativo de africânderes fixou-se em Angola, particularmente na Humpata, e tentou manter lá a sua cultura e estilo de vida; ao longo do século XX, muitos deles regressaram para a Namíbia e a África do Sul; os últimos deixaram Angola em 1975, dada a maneira conturbada como este país chegou à independência.
Segundo um censo de 2011, há mais de 3,5 milhões de africânderes pela África (2,7 milhões na África do Sul, totalizando mais da metade da população branca desse país).

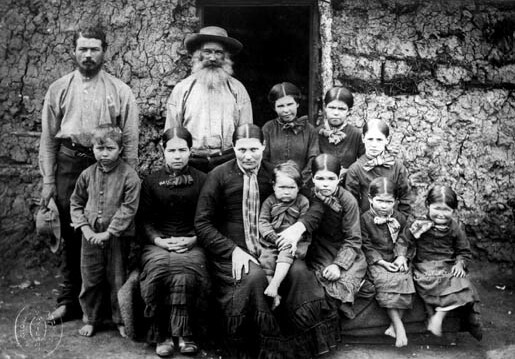
Uma família africânder, em 1886

## Ancestralidade
A colonização do sul da África começou em 1652, quando a Companhia Holandesa das Índias Orientais estabeleceu uma estação de abastecimento no Cabo da Boa Esperança (hoje na Cidade do Cabo). Em 1657, os funcionários da Companhia foram demitidos de seus serviços para poderem trabalhar na agricultura. Esse grupo, composto por 142 indivíduos adultos e crianças em 1658, continuou a crescer devido à alta fecundidade (de quase 3% ao ano) e à imigração contínua, e seus descendentes tornaram-se os africânderes. Duas outras fontes principais de imigrantes foram os 156 huguenotes franceses, que chegaram em 1688, e um número desconhecido de trabalhadores e soldados alemães. As estimativas, baseadas em pesquisas genealógicas, variam, mas holandeses, alemães e franceses contribuíram, respectivamente, com 34 a 37%, 27 a 34% e 13 a 26% da ancestralidade europeia dos atuais africânderes. Em 1707, a população europeia da colônia do Cabo era de 1.779 indivíduos e quase todos os africânderes modernos descendem desse grupo.

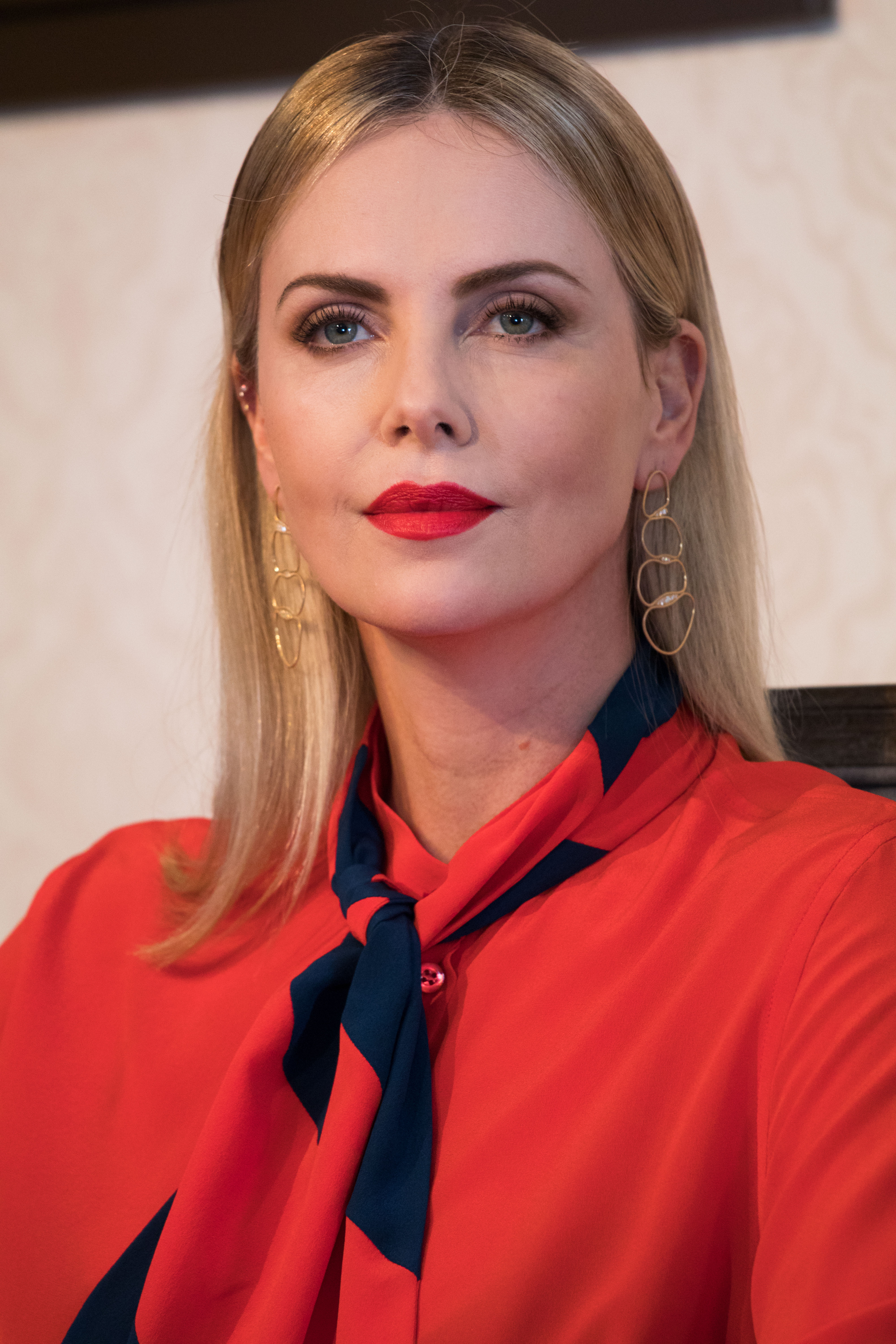
A atriz sul-africana Charlize Theron é de origem africânder.

Embora a Companhia Holandesa não incentivasse a miscigenação com as populações locais e com os escravos, o maior número de homens europeus em relação ao número de mulheres levou a uniões dos primeiros com mulheres não europeias (principalmente escravas e ex-escravas da África, Madagascar, sul da Ásia e sudeste da Ásia). Esses filhos miscigenados eram frequentemente absorvidos pela população africânder. Com o passar do tempo, as relações entre europeus e não europeus tornaram-se mais infrequentes e, em 1685, os casamentos entre europeus e não europeus foram proibidos (casamentos com indivíduos mestiços, com alguma ascendência europeia, ainda eram permitidos, porém).

## Identidade
Apesar de terem sido formados por diversas nacionalidades (holandeses, alemães e franceses), todos os colonos adotaram uma mesma língua (o africânder) e tinham atitudes semelhantes em relação à política. Os atributos que eles compartilhavam vieram a servir de base para a evolução da identidade e da consciência dos africânderes.
Apesar de terem sido submetidos ao sistema colonial britânico, após perderam a Guerra dos Bôeres, os africânderes mantiveram sua língua e sua cultura e, eventualmente, alcançaram politicamente o poder que não haviam conseguido estabelecer militarmente. Em 1910, havia uma divisão clara entre os africânderes (que pertenciam aos partidos políticos africânderes, falavam africânder, apoiavam os esforços culturais e linguísticos africânderes e pertenciam a uma das igrejas reformadas holandesas) e os sul-africanos de língua inglesa orientados para o Reino Unido. Em 1948, o Partido Nacional chegou ao poder. Sob uma forte filosofia religiosa e política social racista, o Partido Nacional começou a implementar o sistema do Apartheid, que só foi abolido na década de 1990, após a censura mundial. Nem todos os africânderes concordaram com a política do Apartheid de seu governo e nem todos eram racistas. No entanto, ainda carregam o estereótipo ou o rótulo.

## Genética
De acordo com um estudo genético publicado em 2020, os africânderes atuais têm uma média de 95,3% de ancestralidade europeia, principalmente do Norte da Europa. Além da ascendência europeia, os africânderes têm níveis notáveis de ancestralidade do sul da Ásia (1,7%), khoisan (1,3%), do leste da Ásia (0,9%) e do Oeste e Leste da África (0,8%). Em resumo, a ancestralidade do africânder médio é 95,3% europeia, 2,7% asiática e 2,1% africana. Praticamente todos os africânderes têm alguma ancestralidade não europeia, embora remota.